# Isogamia
Per Isogamia si intende un tipo di riproduzione sessuale nella quale i gameti sono uguali morfologicamente e vengono chiamati "+" e "-" (segno opposto). Sono tipici della somatogamia.
Un esempio di isogamia si ritrova nel ciclo vitale dell'alga unicellulare Chlamydomonas, appartenente al Phylum protista delle Chlorofite (o Alghe verdi), e in particolare alla classe delle Chlorophyceae.
In condizioni ambientali avverse, le cellule algali vegetative assumono funzione di gameti. Gameti di polarità opposta si fondono formando una forma di resistenza dello zigote, chiamata zigospora, la quale germina per meiosi in 4 nuovi individui.